# William Sheller
Pour les articles homonymes, voir Sheller.
William Sheller, né William Desbœuf (nom modifié plus tard en William Hand,) le 9 juillet 1946 à Paris 17e, est un auteur-compositeur-interprète français.
Prolifique artiste depuis les années 1970, William Sheller bénéficie d'une formation approfondie en musique classique. Tout en composant de nombreuses œuvres classiques, c'est dans le domaine de la variété qu'il perce. L'influence de sa formation classique se manifeste par un style musical sophistiqué, alliant parfois des éléments de la musique classique avec de la musique pop.
William Sheller se fait connaître du grand public en 1975 avec le titre Rock'n'Dollars. La même année sort son premier album de chansons, William Sheller, presque entièrement écrit et composé par lui. L'artiste dénombre un total de vingt-huit albums studios, albums en public et autres formats, vendus à près de deux millions d'exemplaires rien qu'en France,. Parmi ses plus grands succès figurent entre autres Dans un vieux rock 'n' roll, Le Carnet à spirale, J'me gênerais pas pour dire que j't'aime encore, Oh ! J'cours tout seul, Les Filles de l'aurore, Un homme heureux et Les Machines absurdes.

## Biographie

### Enfance et apprentissage
William Desbœuf naît le 9 juillet 1946 dans le 17e arrondissement de Paris, de Colin Thomas MacLeod, soldat américain, et de Paulette Desbœuf. Sa mère le kidnappe, si bien qu'il ne connaît pas son vrai père. Lorsqu’il a trois ans, sa mère décide d’aller tenter sa chance aux États-Unis avec son compagnon Jack Hand et emmène son fils ; ils s’installent dans une petite ville de l'Ohio avec le nouvel amant américain de sa mère. Tout petit, William côtoie de grands musiciens de jazz américains, amis de la famille comme Kenny Clarke, Dizzy Gillespie, ou Miles Davis. Leur fréquentation ouverte est source de problèmes sérieux à cause de la ségrégation, et le jazz devient une « musique à engendrer des bagarres ». C'est pourquoi il affirme longtemps ne pas aimer cette musique.
À l'âge de sept ans, William rentre définitivement en France. Il est pris en charge par sa famille maternelle qui travaille dans le milieu du théâtre. Sa grand-mère, ouvreuse au théâtre des Champs-Élysées, et son grand-père, chef décorateur à l'Opéra Garnier, lui permettent d’assister à des centaines de spectacles, aussi bien côté salle que côté coulisses, à « l’envers du décor », au sens strict du terme. Si bien qu’à dix ans, William a déjà décidé de son destin : il veut « faire comme Beethoven ». Ses parents approuvent le projet sans restriction, estimant que « cela devait se terminer comme ça ». L'apprenti compositeur s’initie d'abord au piano pour servir de support à ses compositions. Afin de les perfectionner, il achète un traité d'harmonie d’Yves Margat auquel, de son propre aveu, il ne comprend que peu de choses.
Il s'arrange pour rencontrer ce monsieur Margat en allant directement sonner à son appartement parisien, après quelques recherches. Margat est un ancien disciple de Gabriel Fauré. La rencontre arrive, William Sheller lui présente alors ses compositions. Yves Margat indique à la mère de l'adolescent que celui-ci a beaucoup de retard pour suivre un parcours normal et que s'il désire faire une carrière de musicien classique, il doit arrêter son cursus scolaire au profit du conservatoire. Paulette accepte l'arrêt en classe de seconde, sachant que son fils n'a plus d'intérêt que pour la musique. Yves Margat lui apprend non seulement le piano et la composition, mais aussi le latin, la philosophie, l’histoire, la littérature, etc. Lancé dans la composition de musique sérielle, qui l’ennuie profondément, il se prépare très sérieusement au prix de Rome.
Mais les Beatles infléchissent involontairement la trajectoire toute tracée : un jour où son piano est parti en réparation, William s'entraîne chez une amie qui lui fait écouter de la musique « moderne ». Il repart avec des disques sous le bras et, quelques heures plus tard, il abandonne tout pour aller faire du rock. Au désespoir de son maître, qui lui dit : « Mais avec le bagage que vous avez, vous n'allez tout de même pas faire le saltimbanque ! » William se joint alors aux Worst (« Les Pires »), un groupe de rock niçois spécialisé dans les « concerts-galères » assortis de cachets misérables.

### Arrangeur et orchestrateur
Très jeune, William Desbœuf se choisit comme nom de scène « Sheller », en mélangeant les noms des deux écrivains Percy Bysshe Shelley et Friedrich von Schiller. À partir de la fin des années 1960, il travaille comme compositeur et arrangeur pour les orchestrations d'artistes de variétés. En 1968, il connaît le succès grâce à My Year Is a Day, interprété par Les Irrésistibles, dont il a composé la musique. Cette chanson, également interprétée par Dalida en français et en italien, fait le tour du monde. L’argent gagné est immédiatement investi dans la composition d’une messe de mariage psychédélique offerte en 1969 en cadeau à un couple d’amis. Éditée en 1972, Lux aeterna « s'est vendue comme des cages à lions » (sic) à seulement deux mille exemplaires,. En 1969, toujours, il participe au projet Popera Cosmic avec Guy Skornik et François Wertheimer en signant les arrangements du disque Les Esclaves.
Après My Year Is a Day, William essaie de chanter sur trois 45 tours. Devant l’insuccès, il renonce à l’interprétation et continue ses travaux d’arrangeur, orchestrateur ou compositeur pour toutes sortes de chanteurs (Jacques Blanchard, Costa Cordalis, etc.) ou musiques de films (Erotissimo, Trop petit mon ami).
Comme Lux aeterna a touché l’oreille de Barbara, celle-ci lui propose en 1973 de venir vivre chez elle pour réaliser les arrangements de son album La Louve. C’est elle qui lui suggère de se remettre à chanter et l’aide à trouver une maison de disques.
Dans les années 1970 et 1980, en parallèle de sa carrière de chanteur, Sheller continue son travail d'arrangeur et de compositeur, entre autres pour Nicoletta, Françoise Hardy, Joe Dassin ou Marie-Paule Belle.

### Des albums «pop» aux concerts symphoniques
En 1975, William Sheller sort son premier album, William Sheller, avec le concours des musiciens du groupe de rock Alice. La chanson Rock'n'dollars, moquerie faussement anglophone écrite en cinq minutes, devient un tube et propulse son auteur dans la roue infernale du show-biz, des émissions de télé en play-back complet et des magazines pour adolescents. Le premier album connaît un énorme succès, se vendant à 500 000 exemplaires durant les mois qui suivent. Sheller est partout, en télé, en radio, et la maison de disques organise de longues tournées promotionnelles. Trois albums sortent en trois ans.
En 1979, usé et rendu malheureux par sa vie médiatique si éloignée de ses aspirations initiales, l'artiste s'isole et part enregistrer l'album Nicolas à Los Angeles avec plusieurs musiciens de renom tels que le batteur du groupe Yes, Alan White (également batteur de John Lennon), Jim Keltner (batteur de chacun des Beatles durant leur carrière solo)  Steve Lukather (Toto) ou encore James Newton Howard. Bien que ceux-ci l'encouragent à rester à Los Angeles, William préfère rentrer en France pour s'occuper de ses enfants.
Quelques mois plus tard, à l’automne 1980, il découvre l’immense plaisir de faire de la scène, ce qui le sauve moralement et donne une nouvelle direction à sa carrière. Il perfectionne son art pianistique avec le pianiste-compositeur pédagogue Michel Sogny, rencontré la même année. Après quelques concerts en province, William Sheller fait ses débuts sur une scène parisienne le 4 mai 1981 à Bobino. Un an plus tard, il foule pour la première fois les planches de l'Olympia et y enregistre son premier album en public.
En 1982, à la suite d'un problème douanier, William Sheller est contraint de se produire seul au piano sans ses musiciens. Un peu plus tard, il expérimente également le quintette avec piano et quatuor à cordes, en compagnie de l’ensemble belge Halvenalf. Mais c’est à partir de 1987, avec Univers, qu'il est totalement libre du contenu d'un album et peut donner libre cours à son inspiration, mêlant musique savante et chanson populaire. Sheller refuse même la présence de membres d'Universal dans les studios durant l'enregistrement. Le titre Les Miroirs dans la boue restera un classique de la carrière de Sheller, avec à la basse Jannick Top du groupe Magma. Cet album est classé disque d'or.
Dans l'album Ailleurs, sorti en 1989, William Sheller mélange avec bonheur la chanson à la musique symphonique et crée une pièce inspirée de la musique impériale japonaise.
William Sheller a composé de nombreuses pièces pour orchestre créées lors de concerts classiques ou de festivals, comme la Suite française, créée au festival de Montpellier en 1985. En mai 1990, il donne une série de concerts au Palais des congrès de Paris avec un orchestre symphonique de soixante-dix musiciens placé sous la direction de Louis Langrée. À cette occasion est créé son Concerto pour violoncelle et orchestre, sous l'archet de Jean-Philippe Audin, déjà violoncelliste solo sur Ailleurs.
En 1991, l'album live piano-voix Sheller en solitaire, à contre-courant de la musique électronique en vogue, remporte un immense succès (800 000 albums vendus, dont 200 000 en un mois). Le titre inédit, Un homme heureux, s'impose comme la chanson emblématique de Sheller. Ray Charles prévoit même de la reprendre mais meurt avant l'enregistrement de cette version.
William Sheller sort ensuite un album rock en 1994, Albion, enregistré en Angleterre avec, notamment, le guitariste Steve Bolton (ayant travaillé, entre autres, avec David Bowie). Il faudra ensuite attendre 2000 pour écouter Les Machines absurdes, première expérience shellerienne de musique électronique assortie de cordes, sur des textes surréalistes.
En avril 2003, le Quatuor Parisii enregistre un ensemble de pièces pour quatuor à cordes écrites par le compositeur. En 2004, Sheller compose une symphonie commandée par le festival de musique classique de Sully-sur-Loire. L’œuvre est créée le 5 juin 2004 par l'orchestre Ostinato, placé sous la direction de Jean-Luc Tingaud.
La même année, William Sheller renoue avec la formule piano-voix en proposant Épures, suite de mélodies dépouillées enregistrées chez lui sur son propre piano. Au début de l'année 2005, il effectue une grande tournée avec orchestre pour fêter ses trente ans de succès. Celle-ci donne lieu au premier DVD de sa carrière, Parade au Cirque Royal, enregistré à Bruxelles en mars 2005. À la fin de la même année, William Sheller repart pour une deuxième tournée, accompagné cette fois par le Quatuor Stevens.
En octobre 2006 paraît Ostinato, un album entièrement consacré à la musique symphonique de William Sheller, interprétée par l'orchestre Ostinato. Puis, le 1er octobre 2007, sort William Sheller et le quatuor Stevens live, version CD de deux concerts avec piano et quatuor à cordes enregistrés à Lannion en décembre 2005.
Octobre 2008 voit la parution de son album Avatars, pour lequel l'artiste a choisi de renouer avec un style pop-rock progressif.
Le mois suivant, il déclare au magazine L'Express son intérêt, voire son admiration, pour des artistes tels que Juliette, Vincent Delerm, Diane Dufresne, Barbara, Nicoletta, Véronique Sanson, The Beatles, Pink Floyd, Igor Stravinsky, Frédéric Chopin, Maurice Ravel, Franz Schubert, Charles Aznavour, Jacques Brel, Léo Ferré, Georges Brassens, Arctic Monkeys et Tokio Hotel.
En 2014, après plus d'un an et demi de tournée avec un quatuor à cordes, William Sheller est épuisé. À l'issue de cette série de deux cents concerts éreintants, l'artiste fait un burnout. Son état de santé s’aggrave, débouchant sur une arythmie cardiaque doublée d’un œdème pulmonaire. Il se fait hospitaliser. L’artiste déclare que ses problèmes cardiaques viennent de ses excès passés, notamment par la prise de cocaïne pendant les années 1960 et 1970.
En septembre 2015 sort le single Youpylong, chanson inspirée des Beatles. Il paraît dans l'album Stylus, qui est livré dans les bacs le 23 octobre suivant. Pour ce disque, Sheller reprend le style de sa dernière tournée : piano-voix et quatuor à cordes. Il déclare, cependant, être déçu de ce dernier album à cause de la qualité de ses textes et d'interventions de « crétins » sur le disque pendant son hospitalisation.
William Sheller sort de sa retraite en février 2016 à l'occasion de la remise de la Victoire d'honneur couronnant ses quarante ans de carrière lors de la cérémonie des Victoires de la musique au Zénith de Paris. Le public présent lui réserve une ovation debout.
En décembre 2018, William Sheller s'allonge sur Le Divan de Marc-Olivier Fogiel pour raconter ses années de carrière et ses soixante-douze ans de vie.
À l'occasion de la publication de son autobiographie William le 3 mars 2021, il annonce mettre un terme à sa carrière musicale personnelle, bien que guéri de ses problèmes de santé. Il explique ne plus vouloir chanter mais continuer à composer et écrire. Il signe, par exemple, une chanson du prochain album de Nicoletta : Amours et pianos, paru la même année.
Un spectacle à la Philharmonie de Paris en hommage à l'album Sheller en solitaire devait avoir lieu en février 2021, mais est annulé en raison de la fermeture des salles de spectacle liée à la pandémie de Covid-19.
Son album Lux aeterna se vend désormais « à prix d'or » au marché de Tokyo.
Une version chantée par Dalida de sa chanson My Year is a Day, intitulée Dans la ville endormie, figure dans la bande-originale du 25e film de la saga James Bond : Mourir peut attendre.
Plusieurs générations d'artistes tels que Elton John, Paul McCartney, Billy Joel, Bob Dylan, Eddy de Pretto, Clara Luciani, Benjamin Biolay, Louane se réclament de l'influence de Sheller.
En août 2021, afin de perpétuer l'apprentissage qu'il aura reçu de son maître, William Sheller commence à enseigner son savoir à Will Teyssedou, compositeur de 21 ans. La lignée de compositeurs est donc constituée de Camille Saint-Saëns, maître de Gabriel Fauré, lui-même maître de Yves Margat, maître de William Sheller, enfin maître de Will Teyssedou. Ce dernier, à la suite d'un différend avec la maison de disque Universal voulant lui imposer une direction artistique et des durée plus réduites concernant ses chansons, claquera la porte pour une plus grande liberté créative, s'inscrivant ainsi dans la mentalité de son maître. Il s'oriente vers la production et la réalisation d'émissions radio sur Nostalgie dès 2024, en s'association notamment avec l'animateur télé Jean-Luc Reichman et la célèbre matinale de Philippe et Sandy. Il continue néanmoins sa production musicale.

### Découvreur de talents
Au milieu des années 1990, William Sheller passe en concert à Dijon. Un jeune apprenti chanteur lui donne une cassette et lui fait lire ses textes. Au bout de vingt secondes de lecture, William Sheller répond « Ça raconte des histoires, je vous rappellerai. C'est sûr je vous rappellerai. » Convaincu du talent de Damien Saez, il contribue fortement à sa signature chez Universal.
Il confirme cette anecdote au micro de Laurent Ruquier dans l'émission On va s'gêner du 25 avril 2013.

### Récompenses
Trois des albums de Sheller sortis après 2000 se sont classés dans le Top 10 français, dont un à la deuxième place.
Sa discographie est certifiée par deux disques de Platine, un Double disque d'Or et trois disques d'Or.
Le 7 décembre 1981, lors d'un gala de la chanson française au Palais des Congrès de Paris, William Sheller reçoit le Diamant du meilleur compositeur pour J'suis pas bien.
Le 1er février 1992, lors de la septième cérémonie des Victoires de la musique, il reçoit deux récompenses :
- une Victoire de l'album pour Sheller en solitaire ;
- une Victoire de la chanson originale pour Un homme heureux.

Le 7 février 1994, lors de la 9e cérémonie des Victoires de la musique, il reçoit la Victoire de la meilleure composition de musique de film pour L'Écrivain public.
Parmi les récompenses qui lui sont décernées au fil de sa carrière, William Sheller est notamment promu en 2011 au grade d'officier dans l'ordre des Arts et des Lettres, puis commandeur en 2019.
En 2014, l'artiste est décoré par l'Académie française de la médaille de vermeil pour l'ensemble de ses chansons dans le cadre de la Grande médaille de la chanson française.
Le 12 février 2016, lors des 31e Victoires de la musique, il reçoit une Victoire d'honneur pour ses quarante ans de carrière. À cette occasion, Louane, Jeanne Cherhal et Véronique Sanson interprètent chacune un de ses succès (Dans un vieux rock 'n' roll , Fier et fou de vous, Oh ! J'cours tout seul).

### Décorations
- Commandeur de l'ordre des Arts et des Lettres (2019)[39]
- Officier de l'ordre des Arts et des Lettres (18 janvier 2011)[37]

### Vie privée
William Sheller a deux enfants, Johanna, née en 1971, et Siegfried, né en 1972, avec sa compagne Marianne avant leur séparation. Plus tard, ses enfants lui demandent asile à la suite de l'influence d’une secte religieuse sur leur mère.
Il a une relation avec le chanteur du groupe punk rock Tolbiac's Toads. Il se pacse avec Joelson Santos, jeune Brésilien, en promesse faite au père de celui-ci au moment de son décès de l'adopter et lui permettre d'avoir le droit d'asile permanent en France. Dans l'émission Le Divan de Marc-Olivier Fogiel le 14 décembre 2018, il déclare se considérer comme asexuel. Il affirme que sa relation est semblable à celle entre un père et un fils, et ne revêt pas de dimension amoureuse ou sexuelle. Il se définit comme « homo romantique », chose explicitée dans son autobiographie William (2021). Dans celle-ci, il dévoile être bisexuel. Il écrit par exemple que sa compagne l'a guidé dans les bras d'un ami.
Après avoir longtemps vécu à Paris, William Sheller réside depuis 2023 près du village de Saint-Hilaire-Saint-Mesmin dans le Loiret.
Sur son lit de mort, sa mère lui dévoile que celui qu'il pensait être son père depuis sa naissance ne l'était pas et que son vrai père était en réalité un soldat américain d'origine écossaise. Elle meurt avant de lui avoir donné le nom complet. Après des recherches, il retrouve, en 2006, la famille de son père, mort en 1989 ; il se découvre un demi-frère et une demi-sœur au Michigan.

## Discographie

### Albums de chansons
- 1975 : William Sheller
- 1976 : Dans un vieux rock 'n' roll
- 1977 : Symphoman
- 1980 : Nicolas
- 1981 : J'suis pas bien
- 1984 : Simplement
- 1987 : Univers
- 1989 : Ailleurs
- 1994 : Albion
- 2000 : Les Machines absurdes
- 2004 : Épures
- 2008 : Avatars
- 2015 : Stylus

### Enregistrements publics
- 1982 : Olympia 82 (double album avec 2 inédits chantés, Prélude à l'ampoule et Sonatine)
- 1984 : William Sheller et le quatuor Halvenalf (avec 1 inédit instrumental, Nage libre et 1 chanté dans la réédition en CD, Mon Dieu que j'l'aime)
- 1991 : Sheller en solitaire (avec 1 inédit chanté, Un homme heureux)
- 1995 : Olympiade (double CD avec 1 inédit chanté, Une dépression d'hiver)
- 2001 : Live au Théâtre des Champs-Élysées (double CD)
- 2005 : Parade au Cirque Royal
- 2007 : William Sheller et le quatuor Stevens live (double CD)
- 2010 : Piano en ville (sur les plates-formes de téléchargement uniquement)

### Simples
- 1968 : My Year Is a Day / She and I (interprété par le groupe Les Irrésistibles)
- 1968 : Couleurs / Les 4 saisons
- 1968 : Se tu giri la testa / E' la verita
- 1969 : Leslie Simone / Adieu Katy
- 1970 : She opened the door / Living east, dreaming west
- 1975 : Rock'n'dollars / Comme je m'ennuie de toi
- 1975 : La fille de Montréal / Photos-souvenirs
- 1976 : Dans un vieux rock'n'roll / Saint-Exupéry airway
- 1976 : Dans un vieux rock'n'roll / Joker, poker
- 1976 : Le Carnet à spirale / La bière y était bonne
- 1976 : Une chanson qui te ressemblerait / Genève
- 1977 : Hey ! docteur disco / Symphoman
- 1977 : Elle dit soleil, elle dit… / À franchement parler
- 1978 : J'me gênerai pas pour dire que j't'aime encore / Les petites filles modèles
- 1978 : Fier et fou de vous / La toccatarte (avec Catherine Lara)
- 1979 : Oh ! J'cours tout seul / Petit comme un caillou
- 1980 : Nicolas / Billy nettoie son saxophone
- 1980 : Hipposong / Philosophie (chanté par G. La Viny) (disque publicitaire pour Hippopotamus)
- 1981 : Une chanson noble et sentimentale / Un endroit pour vivre
- 1981 : Pourquoi t'es plus new wave / J'suis pas bien
- 1982 : Rosanna banana / Message urgent
- 1983 : Les filles de l'aurore / Chanson lente
- 1984 : Simplement / Le capitaine
- 1984 : Mon dieu que j'l'aime / I keep movin' on
- 1987 : Le Nouveau Monde / Chamber music
- 1987 : Darjeeling / Cuir de Russie
- 1988 : Les miroirs dans la boue / Guernesey
- 1989 : Le témoin magnifique (version courte) / Octuor
- 1990 : Un archet sur mes veines (nouvelle version) / Un archet sur mes veines (version quatuor)
- 1990 : Excalibur / La tête brûlée
- 1990 : Excalibur (version radio) / Excalibur (version vidéo)
- 1991 : Un homme heureux / Une chanson qui te ressemblerait
- 1994 : Maintenant tout le temps / Ridge farm en Albion
- 1994 : La Navale / Comme on n'oublie pas
- 1998 : Centre-ville /
- 2004 : Chanson d'automne /
- 2008 : Tout ira bien /

### Principales compilations
- 1981 : Ses grands succès
- 1987 : Master Série
- 1993 : Carnet de notes (recueil de 4 CD dont un uniquement instrumental)
- 1997 : Master Série - Volume 2
- 1998 : Tu devrais chanter (double CD avec 2 inédits chantés, Les millions de singes et Centre-ville)
- 1999 : Ballades et mots d'amour
- 2005 : Chemin de traverse (coffret intégrale 19 CD + 2 DVD)
- 2007 : Les 100 plus belles chansons - William Sheller (coffret de 5 CD dont un live)
- 2009 : Triple Best Of - William Sheller (coffret de 3 CD)
- 2016 : Préférences (coffret intégrale 20 CD avec l'enregistrement inédit de 1985 de la Suite française)

### Œuvres instrumentales
Seules les œuvres comportant la mention d'un support musical ont été enregistrées sur disque.
- 1969 : Musique du film Erotissimo (45 T EP - réf. CBS 4231)
- 1969 : Musique du film Trop petit mon ami
- 1972 : Lux aeterna (messe de mariage écrite en 1969) (33 tours LP 1972, réf. CBS 65.030 - Réédition CD 2012, Omni Recording Corporation réf. XPARTX 71.581)
- 1977 : La sirène (ballet pour le Paradis latin)
- 1980 : Musique du film Retour en force (45 T EP)
- 1984 : Quatuors (33 T LP - réf. CBS 26175)
- 1985 : Suite française (CD : intégrale Préférences)
- 1988 : Musique du film Envoyez les violons
- 1990 : Concerto pour violoncelle et orchestre
- 1992 : Symphonie pour un jeune orchestre
- 1993 : Concerto pour trompette (CD : album Ostinato)
- 1993 : Musique du film L'écrivain public (CD 1993, réf. Auvidis K1004)
- 1994 : Symphonie alternative
- 1995 : Symphonie de poche (CD : album Ostinato)
- 1997 : Musique du film Arlette (CD)
- 1998 : Élégies pour violoncelle et orchestre (CD : album Ostinato)
- 2003 : Quatuors William Sheller (CD)
- 2004 : Symphonie "Sully" (CD : album Ostinato)
- 2006 : Ostinato (compilation d'œuvres symphoniques : Symphonie "Sully", Symphonie de poche, Élégies et Concerto pour trompette) (CD)

### Titres isolés et participations
- 1970 : Signe les arrangements de cordes et de cuivres du premier album homonyme de Titanic (CBS).
- 1982 : Un duo avec Marie-Paule Belle pour la musique du film Ma femme s'appelle reviens, C'est peut-être aussi bien comme ça.
- 1992 : Album Urgence : 27 artistes pour la recherche contre le sida (double CD)
- 1998 : Chœurs sur l'album Connivences de Nicoletta
- 2003 : Chante Dans la salle du bar-tabac de la rue des martyrs, avec François Hadji-Lazaro et La Grande Sophie, sur la compilation Un recueil frais et disco (CD + DVD Island)

### Enregistrement radio
- Le 17 décembre 1982, William Sheller passe dans l'émission Le Tribunal des flagrants délires diffusée sur France Inter.

### Hommages
- Une préface de Pierre Desproges figure sur le disque Les Réquisitoires du tribunal des flagrants délires, volume 3 du coffret intégral aux éditions Tôt ou Tard paru en 2001.
- En 2023 sort l'album Sheller tout simplement dans lequel des artistes (Eddy de Pretto, Calogero, Jeanne Cherhal, Marie-Flore, Véronique Sanson entre autres) reprennent 16 de ses titres en piano-voix.

## Filmographie
- 2023 : La Fiancée du poète de Yolande Moreau

## Publication
- William (autobiographie), Éditions des Équateurs, 2021  (ISBN 9782849908020)